# Zwönitz
Zwönitz − miasto w Niemczech, w kraju związkowym Saksonia, w powiecie Erzgebirgskreis (do 31 lipca 2008 w powiecie Stollberg), siedziba wspólnoty administracyjnej Zwönitz, która do 31 grudnia 2012 nosiła nazwę wspólnota administracyjna Zwönitz-Hormersdorf. Do 29 lutego 2012 należało do okręgu administracyjnego Chemnitz. Liczy ok. 12,5 tys. mieszkańców (2013).
1 stycznia 2013 do miasta przyłączono gminę Hormersdorf, która stała się automatycznie jego dzielnicą.

## Miejscowości partnerskie
- Heiligenhaus, Nadrenia Północna-Westfalia
- Kopřivnice, Czechy
- Magyarpolány, Węgry
- Myszków, Polska
- Puschendorf, Bawaria

## Przypisy

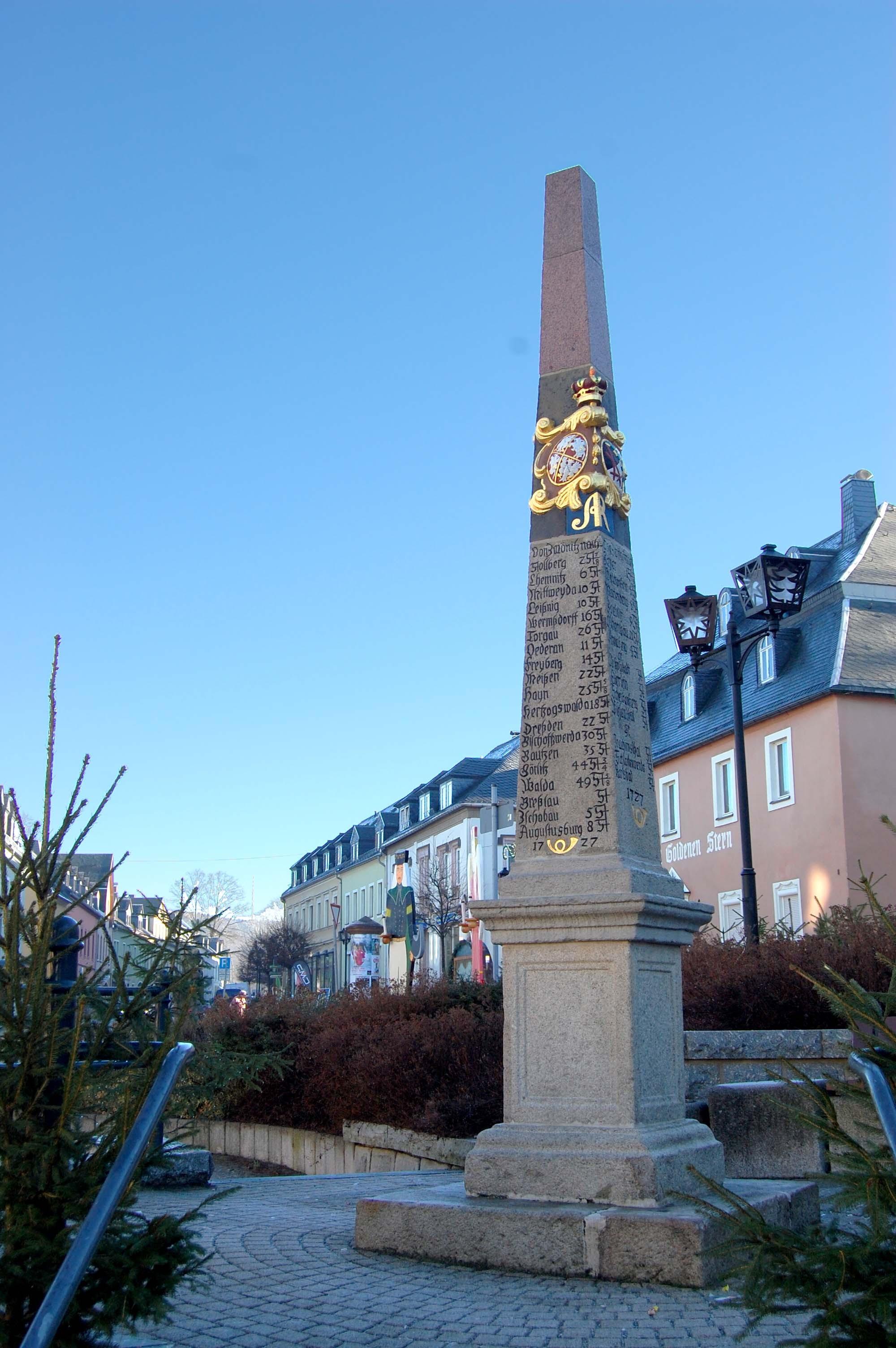
Słup dystansowy poczty z 1727 roku